# Правдуха
Правдуха — опустевшая деревня в Шимском районе Новгородской области в составе Подгощского сельского поселения.

## География
Находится в западной части Новгородской области на расстоянии приблизительно 14 км на юг по прямой от районного центра поселка Шимск.

## История
В 1909 году здесь (деревня Старорусского уезда Новгородской губернии) было учтено 25 дворов. Была отмечена также на карте 1942 года.

## Население
Численность населения: 378 человек (1909 год), не была учтена как в 2002 году, так и в 2010.